# Charleville (Ardenne)
Charleville è un ex comune francese, situato nel dipartimento delle Ardenne nella regione del Grand Est.
Nel 1966 divenne Charleville-Mézières, dopo la fusione di cinque diversi comuni (Mézières, Mohon, Étion, Montcy-Saint-Pierre). Charleville è la città natale del poeta francese Arthur Rimbaud (1854-1891).

## Storia
Fu il 6 maggio 1606, giorno del suo 26º compleanno, che Carlo I di Gonzaga-Nevers (1580-1637), Nevers e Rethel, Principe Sovrano del Principato di Arches, decise di fondare la "sua" città, che chiamò nel 1608 dal suo nome: Charleville. Il principato, situato ai confini del regno di Francia, aveva un solo paese che esisteva fin dal medioevo, chiamato Arches, che doveva essere assorbito dalla nuova città. Carlo I Gonzaga mirò a creare una città ideale, basata sui principi politici, urbanistici e architettonici ereditati dal Rinascimento. Per fare ciò, si rivolse all'architetto Clément Metézeau, fratello di Louis Métezeau, l'architetto di Place des Vosges a Parigi.
L'impianto urbanistico mostra un desiderio di organizzazione geometrica e razionale, oltre che un'ispirazione antica. Il centro della città è occupato dalla Piazza Ducale, dalla quale scorrono strade perpendicolari in direzione dei quattro punti cardinali, ricordando il foro romano dove si incontrano cardo e decumano.
La città ideale progettata da Carlo I di Gonzaga-Nevers rimase tuttavia incompiuta: nel 1629 il duca partì per l'Italia alla morte del cugino, e dovette combattere una rovinosa guerra per rivendicare la sua eredità e diventare duca di Mantova e del Monferrato. Charleville non fu quindi mai dotata né del palazzo ducale, inizialmente proiettato ai margini della Piazza Ducale, né della cattedrale di Notre-Dame, prevista nel quartiere sud-ovest. In quanto città ideale fondata da un alto dignitario, Charleville può essere paragonata a Sabbioneta, fondata nel XVI secolo da un altro membro della famiglia Gonzaga, o ancora a Richelieu o Henrichemont.
Nel 1708 Charleville cadde sotto il dominio reale alla morte di Carlo III Ferdinando Gonzaga: Anna di Baviera, nipote di Carlo I di Gonzaga-Nevers e principessa di Condé, ereditò Charleville, che contemporaneamente perse il titolo di principato sovrano.